# Pierre Carles
Pour les articles homonymes, voir Carles.
Pierre Carles, né le 2 avril 1962 à Talence, est un documentariste français. Il est connu pour son travail de critique du fonctionnement des médias dominants au travers de ses documentaires.

## Biographie

### Études
Pierre Carles obtient un diplôme de l'Institut universitaire de technologie (IUT) Carrières sociales de Gradignan puis un diplôme de journaliste-reporter d'images de l'IUT de journalisme de Bordeaux en 1988,.

### Débuts
Il commence une carrière de journaliste en juillet 1988 dans différentes antennes régionales de France Régions 3, parmi lesquelles FR3 Bourgogne, FR3 Aquitaine, FR3 Midi-Pyrénées ou encore FR3 Auvergne. Il sera un collaborateur régulier de FR3 jusqu'en septembre 1989. En février 1989, il est employé par Télé Lyon Métropole mais est rapidement licencié pour faute grave, après avoir détourné un reportage à des fins politiques,.
Il travaille aussi pour Bernard Rapp dans son émission L'Assiette Anglaise sur Antenne 2 puis Tranche de Cake et My télé is rich. En 1990, il rejoindra Christophe Dechavanne dans l'émission Ciel mon mardi sur TF1 puis Thierry Ardisson dans l'émission Double Jeu sur Antenne 2,.

### Télévision
En 1992, Pierre Carles se fait connaître par un reportage sur la fausse interview de Fidel Castro par Patrick Poivre d'Arvor et Régis Faucon,. Il prouve ainsi par l'image une imposture dénoncée par Télérama le 1er janvier 1992. Son reportage, initialement programmé le samedi 18 janvier dans l'émission Double Jeu de Thierry Ardisson, a été déprogrammé à la demande du président d'Antenne 2 Hervé Bourges, puis est finalement diffusé une semaine plus tard, le 25 janvier 1992[source insuffisante].
Pierre Carles travaille aussi pour l'émission Strip-tease, pour laquelle il réalise notamment le documentaire Pizza Americana qui sera réutilisé dans Attention danger travail ou encore le portrait du chauffeur de Jacques Chirac Chirac, ma femme et moi. En janvier 1996, le reportage Chirac, ma femme et moi, qui avait pourtant été diffusé en 1994 avant que Chirac ne soit président de la République, est déprogrammé de l'antenne de France 3. Le reportage a été finalement rediffusé en 1997.
En 1995, Pierre Carles réalise un documentaire pour Canal+ intitulé Pas vu à la télé dans lequel il interroge un certain nombre de personnalités de la télévision et leur demande pourquoi ils ne s'intéressent jamais aux connivences entre les journalistes et les personnalités politiques. Il prend notamment l'exemple d'une vidéo montrant une grande complicité entre François Léotard et Etienne Mougeotte qui n'a jamais été montrée à la télévision. Les personnalités interrogées par Pierre Carles dénoncent sa méthode et déclarent se sentir piégés. Son reportage est finalement déprogrammé par Canal Plus.
Le documentaire a été primé au 10e festival du scoop d'Angers en novembre 1995. Le reportage a finalement été diffusé à la télévision belge RTBF le 5 mai 1996. En revanche, Daniel Mermet, qui avait envisagé de diffuser le reportage dans son émission de radio sur France Inter, n'a pas pu le diffuser.
Pierre Carles, qui a enregistré ses conversations téléphoniques avec les responsables de Canal Plus, en fait un film qu'il intitule Pas vu, pas pris et dans lequel il montre comment son reportage Pas vu à la télé a été déprogrammé de l'antenne. Le film sort finalement au cinéma en novembre 1998. Il fait 160 000 entrées.
Selon Libération, Pierre Carles s'est forgé une image de « contestataire de référence » particulièrement apprécié dans « la galaxie «mouvement social» et «gauche alternative» ».

### Documentaires
En 1999, il réalise avec Philippe Lespinasse un documentaire sur les Passes du bassin d'Arcachon, intitulé Le Tour des passes et diffusé sur France 3 Ouest.
Pierre Carles réalise ensuite un film sur le sociologue Pierre Bourdieu, La sociologie est un sport de combat.

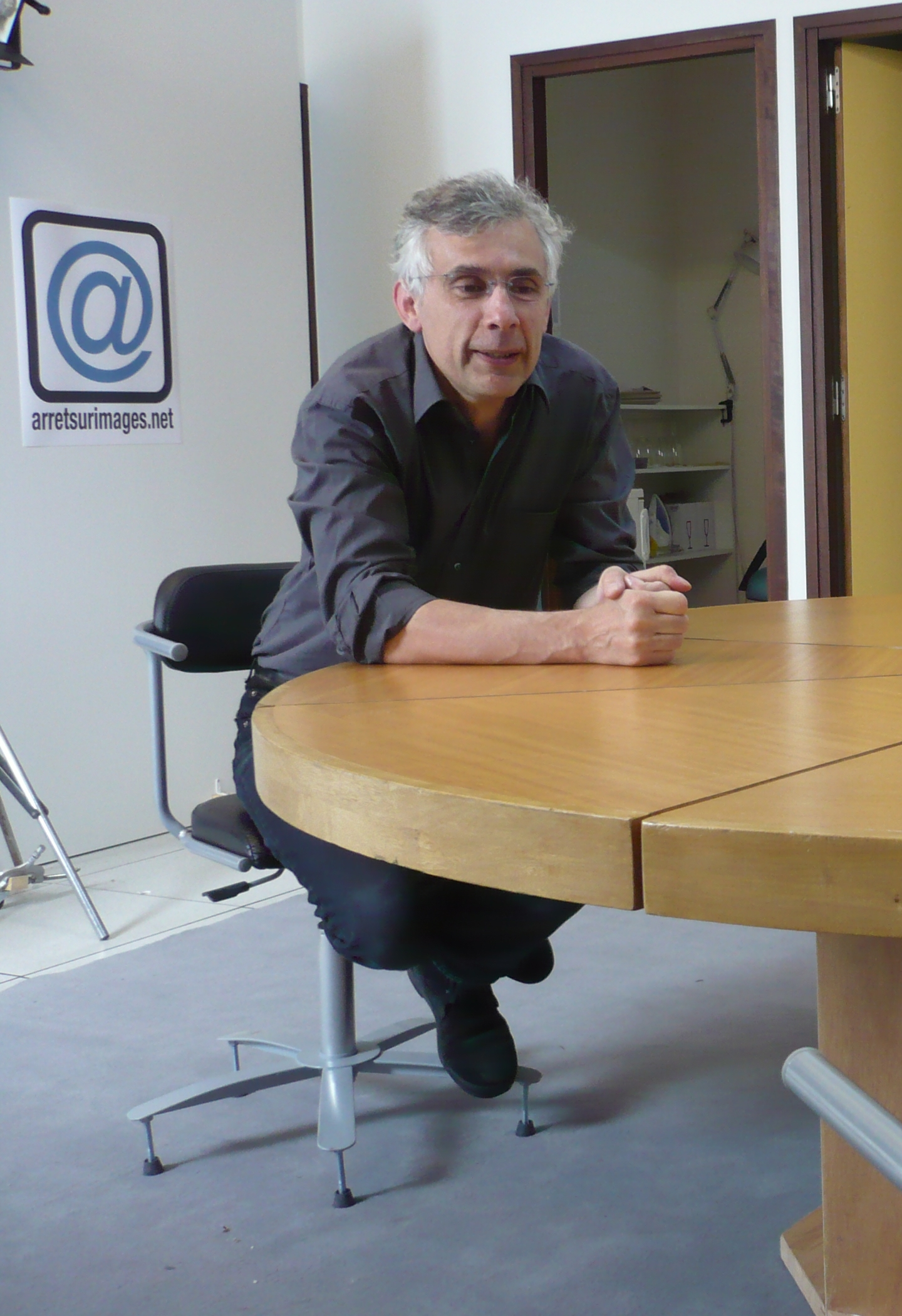
En 2002, Pierre Carles réalise Enfin pris ?, un film dans lequel il s'interroge sur la manière dont Daniel Schneidermann (ici sur la photo) entend faire la critique de la télévision à la télévision.

Avec Enfin pris ?, il poursuit son travail sur la critique des médias en s'attaquant cette fois-ci à Daniel Schneidermann qui prétend lui aussi faire de la critique des médias à la télévision avec son émission hebdomadaire Arrêt sur images diffusée sur France 5. Pierre Carles, qui a travaillé avec Schneidermann au début de sa carrière entend montrer que ce dernier a retourné sa veste et qu'il est lui aussi devenu révérencieux envers les puissants, en témoigne notamment une interview complaisante de Jean-Marie Messier[réf. nécessaire].
Pierre Carles fait une apparition dans le film Aaltra (2004) de Benoît Delépine et Gustave Kervern, y interprétant un chirurgien cynique.
Avec Christophe Coello et Stéphane Goxe, il abandonne un temps la critique des médias pour s'intéresser au monde du travail. Ensemble, ils réalisent le film Attention danger travail. Dans ce film, ils vont à la rencontre de personnes ayant fait le choix de quitter ou de rester hors du monde du travail. Leurs témoignages sont mis en parallèle d'images issues du documentaire Pizza americana sur le monde du travail et sont confrontés aux discours d'hommes politiques ou de grands patrons interrogés à l'université d'été du Medef. Avec Volem rien foutre al païs sorti en mars 2007, les réalisateurs partent à la recherche de personnes rejetant le travail salarié et cherchant à vivre en autonomie.
Il réalise ensuite avec Éric Martin un film sur le professeur Choron intitulé Choron, dernière. Le film est aussi un réquisitoire contre la nouvelle équipe de Charlie Hebdo dirigée par Philippe Val. Dans le film, Cavanna dénonce notamment l'« audace rentrée » des collaborateurs de l'hebdomadaire. Cabu, Philippe Val et Wolinski portent plainte contre les deux sociétés de productions du film, 3B et Tadrart Films, pour avoir utilisé sans leur accord leur nom sur l'affiche du film, mais ces derniers sont déboutés de leur plainte.
En 2006, il réalise avec Georges Minangoy un film documentaire sur Action directe, Ni vieux, ni traîtres.
Durant la primaire présidentielle socialiste de 2006, Pierre Carles diffuse sur la télévision associative Zaléa TV une séquence inédite des rush de La Sociologie est un sport de combat dans laquelle Pierre Bourdieu explique que Ségolène Royal, bien qu'elle soit au Parti socialiste, est selon lui quelqu'un de droite, au sens où elle serait du côté de l'ordre. La vidéo mise en ligne sur internet rencontre un certain succès.
Pierre Carles revient à la critique des médias avec Fin de concession (2010) dans lequel il s'interroge sur le renouvellement de la concession de la première chaîne nationale française (TF1) accordée au groupe Bouygues depuis 1987. Il tente de reprendre la méthode qu'il avait développé dans Pas vu, pas pris et cherche à piéger des personnalités de la télévision en leur demandant pourquoi personne à la télévision n'enquête jamais sur ce sujet. Néanmoins, sa méthode ne marche plus comme la première fois.[réf. nécessaire]Le personnage principal du film, double fictionnel de Pierre Carles, s'interroge alors sur le sens de son action et fait le bilan de vingt années de critique des médias dominants.
À l'occasion de l'élection présidentielle française de 2012, il réalise avec Aurore Van Opstal et Julien Brygo un documentaire intitulé Hollande, DSK, etc. sur la manière dont la presse a successivement soutenu les candidatures de Dominique Strauss-Kahn et François Hollande. Ce documentaire poursuit le travail entamé en 1995 avec Juppé forcément dans lequel Pierre Carles montrait comment la candidature d'Alain Juppé à la mairie de Bordeaux avait été soutenue par la presse locale. Il a notamment donné lieu à une polémique avec Jean-Michel Aphatie qui s'est estimé piégé par Julien Brygo, lequel s'est fait passer pour un journaliste belge de la RTBF pour obtenir un entretien avec lui. Une version du film est mise en ligne sur le site personnel de Pierre Carles le 19 avril 2012, à trois jours du premier tour de l'élection,. La version finale est envoyée[Où ?] par DVD durant le mois de décembre 2012 et est mise en ligne gratuitement sur les réseaux pair à pair.
En avril 2015, Les Ânes ont soif, le premier épisode du feuilleton documentaire Opération Correa, est sorti en salle de cinéma. Avec la collaboration de Nina Faure, Aurore Van Osptal et la participation de Julien Brygo, Pierre Carles y dénonce le manque de curiosité des grands médias audiovisuels français pour le président équatorien Rafael Correa et sa politique de régulation du capitalisme. Ce dernier, élu en 2007 puis réélu en 2009 et en 2013, a déclaré « illégitime » une partie de la dette publique équatorienne et promeut un « socialisme du XXIe siècle ». Selon le réalisateur, ces initiatives politiques ne sont pas relayées dans les médias dominants français alors qu’elles pourraient inspirer les pays européens. Pierre Carles, en réutilisant des dispositifs filmiques burlesques — déjà utilisés dans ses précédents films — décide d’aller, avec son équipe, à la rencontre des responsables de grands médias pour interroger leurs pratiques journalistiques. En salle de cinéma, Les Ânes ont soif était accompagné du court métrage On a mal à la dette, basé sur le rapport de la commission d'audit citoyen de la dette publique qui a chiffré la part « illégitime » de la dette publique française. En octobre 2016 sortie en salle On revient de loin, suite d'Opération Correa, coréalisé avec Nina Faure.
À l'occasion de l'élection présidentielle de 2017, Pierre Carles s'intéresse au candidat Jean Lassalle, député des Pyrénées-Atlantiques au programme tourné vers les milieux ruraux. Le long métrage intitulé Un berger et deux perchés à l'Élysée ? est coréalisé par Phillipe Lespinasse et sort en janvier 2019. La même année, il est l'un des six réalisateurs (avec Laure Pradal, Olivier Guérin, Bérénice Meinsohn, Clara Menais et Ludovic Reynaud) du Rond-point de la colère, consacré au mouvement des Gilets jaunes à Aimargues, dans le Gard. Le film, d'une durée d'une heure, est composé intégralement de vidéos filmées par des militants sur place.
En décembre 2024 sort en salles de cinéma Guérilla des FARC, l'avenir a une histoire, qui raconte la vie des combattants et leur sortie du maquis après les accords de paix. Le film, tourné pendant 10 ans, revient également sur l'histoire personnelle du réalisateur avec une voix off adressée à son beau-père, Duni Kuzmanich, le premier cinéaste à avoir tourné un film sur les guérillas colombiennes des années 50 (sans dénigrer celles-ci)[réf. nécessaire].

### Bande dessinée
En 2024, Pierre Carles travaille avec le dessinateur Malo Kerfriden pour réaliser la bande dessinée Dans les oubliettes de la République : Georges Ibrahim Abdallah, qui retrace la vie du plus ancien prisonnier politique français.

### Prises de position
En juillet 2013, Pierre Carles a livré dans Siné Hebdo une analyse polémique sur l'affaire Clément Méric. Selon lui, la rixe qui a causé le décès de Clément Méric pouvait également se lire avec un prisme de lutte de classe entre ce dernier, issu d'un milieu plutôt privilégié, et Esteban Morillo, issu lui d'un milieu très populaire. Cette hypothèse est battue en brèche par les milieux d'extrême gauche,,,. Il répond aussitôt pour expliquer son point de vue.

## Filmographie

### Documentaires
- 1988 : La rosière de Pessac, 20ans plus tard (30min), travail d'école

- 1993-1998 : Dix courts-métrages pour l'émission de télévision belgo-française Strip-Tease.
  - 1993 : Serrou c'est blanc
  - 1994 : Chirac, ma femme et moi
  - 1994 : Pizza americana
  - 1994 : Gérard s'offre à toi...
  - 1995 : Saint Jacques sort de sa coquille
  - 1996 : Pas de calmants pour Jeanne
  - 1996 : Le Désarroi esthétique, portrait du publicitaire Daniel Robert, réédité dans le DVD Trois petits films contre le grand capital, édité avec le journal Le Plan B.
  - 1997 : Une balle dans le pied
  - 1997 : Hasta siempre
  - 1998 : Parodie de justice
- 1995 : Juppé, forcément, diffusé sur Arte.

- 1998 : Pas vu pas pris (90') Grand prix du jury et prix du public au festival du film de Belfort « Entrevues  », prix du jury au festival «  Espoirs en 35 mm  » de Mulhouse, sélectionné au festival international de Locarno, au festival du film francophone de Namur, sélection ACID au festival de Cannes

- 2001 : La sociologie est un sport de combat (150') Sortie en salles de cinéma le 2 mai 2001, Festival Cinéma du réel à Paris, Festival Nouveaux cinémas de Montréal

- 2001: Vu et entendu (14') Diffusé le 1er avril 2001 par Zaléa TV

- 2002 : Enfin pris ? (89') Sortie en salles de cinéma le 2 octobre 2002 (distributeur : Cara M). États généraux du documentaire à Lussas, Fictions du réel à Marseille

- 2003 : Attention danger travail (105', coréalisateurs Christophe Coello et Stéphane Goxe) Sortie en salles de cinéma le 8 octobre 2003 (distributeur : Cara M). Festival Cine Francia de Saragosse, Festival Itinérances d’Alès

- 2003 : Ingeborg et les souris dansent (34', d’après une idée de Natacha Olejnik et Véronique Rossignol) Avant-première le 26 février 2003 au Festival Hivernales d’Avignon

- 2003 : Loic Wacquant, sparring partner (65', Indédit)
- 2005 : Ni vieux, ni traîtres (93', coréalisateur Georges Minangoy) Non distribué en salles de cinéma mais de nombreuses projections-débats ont été organisées dans le cadre de la campagne pour la libération des derniers prisonniers d’Action directe. Festival Résistances à Foix, Festival Bobines sociales à Paris

- 2008 : Gauche/Droite par Pierre Bourdieu (12') Diffusé le 29 septembre 2006 par Zalea TV

- 2008 : Patrons-Voyous (8') Diffusé le 1° octobre 2006 par Zalea TV

- 2007 : Volem rien foutre al païs (107', coréalisateurs: Christophe Coello et Stéphane Goxe) Sortie en salles le 7 mars 2007 (distributeur : Shellac)

- 2007 :  Qui dit mieux ? (90', coréalisateurs: Christophe Coello et Stéphane Goxe), inédit
- 2007 : Bages-Sigean à la rame (52', coréalisateur Philippe Lespinasse) Diffusé le 29 septembre 2007 par France 3 Sud

- 2008 : Choron, dernière (108', coréalisateur Éric Martin)  Sur le professeur Choron et  Charlie Hebdo, Sortie en salles de cinéma le 7 janvier 2009 (distributeur : Tadrart Films). Rencontres du cinéma français à Pau, Rencontres Cinéma de Gindou, Festival Groland
- 2008 : Charlie Hebdo se fait Hara Kiri (18')  Mis en ligne le 9 septembre 2008 sur internet

- 2009 : Gruissan à la Voile (52', coréalisateur : Philippe Lespinasse) Diffusé le 4 avril 2009 par France 3 Sud.

- 2009 : Val est vénère (11', coréalisateur : Éric Martin) Mis en ligne le 15 janvier 2009 sur internet.

- 2010 : Fin de concession (131') Sortie en salles de cinéma le 27 octobre 2010 (distributeur : Shellac) Festival international du film de La Rochelle, FID de Marseille
- 2012 : Hollande, DSK, etc. (83', coréalisateurs :  Julien Brygo, Nina Faure, Aurore Van Opstal) Mis en accès libre sur internet le 19 avril 2012 sur le site internet officiel www.pierrecarles.org[N 1]
- 2012 : Tant pis / tant mieux (88', coréalisateur : Philippe Lespinasse) sorti en VOD sur Cinemutins.com en 2020
- 2013 : Bande annonce Les ânes ont soif (3', en collaboration avec :  Julien Brygo, Nina Faure, Aurore Van Opstal)
- 2014 : Réponses diplomatiques (8', en collaboration avec Nina Faure et Brice Gravelle) Video promotionnelle réalisée pour le Monde diplomatique, mise en ligne le 25 avril 2014 sur le site Internet du journal.
- 2015 : Opération Correa, épisode 1 : Les Ânes ont soif. (54', en collaboration avec Nina Faure et Aurore Van Opstal) Sortie en salles de cinéma le 15 avril 2015 (distributeur : Les films des deux rives) sous le titre Opération Correa 1° partie. 10 000 entrées
- 2015 : On a mal à la dette, (29'), court-métrage en complément de programme de Les ânes en soif au cinéma (distributeur : Les films des deux rives)
- 2016 : Opération Correa Épisode 2 : On revient de loin  (101', coréalisatrice : Nina Faure) Sortie en salles de cinéma le 26 octobre 2016 (distributeur : Les films des deux rives).
- 2019 : Un berger et deux perchés à l'Élysée ? (101', coréalisateur : Philippe Lespinasse) Sortie en salles de cinéma le 23 janvier 2019 (distributeur : Jour 2 fête).
- 2019 : Le Rond-point de la colère (60', coréalisateurs ; Olivier Guérin, Bérénice Meinsohn, Clara Menais, Laure Pradal et Ludovic Raynaud) Mis en accès libre sur internet
- 2020 : Gébé, on arrête tout, on réfléchit, consacré à Gébé, sa bande dessinée L'an 01 et l'adaptation cinématographique de Jacques Doillon. Mis en accès libre sur internet.
- 2024 : Guérilla des Farcs, l'avenir a une histoire, Festival international du film de Rotterdam. Festival Cinéma du réel. WIP ParisDoc. Cinémed. Rencontres du cinéma documentaire Périphérie Montreuil.

## Box-office
Le tableau suivant est établi à partir de la base de données Lumière. La base de données inclut l'ensemble des entrées dans l'union européenne depuis 1996.
| Film                                            | Année de production | Entrées en Europe |
| ----------------------------------------------- | ------------------- | ----------------- |
| Pas vu pas pris                                 | 1995                | 153 429           |
| La sociologie est un sport de combat            | 2001                | 87 305            |
| Volem rien foutre al païs                       | 2004                | 70 090            |
| Attention danger travail                        | 2003                | 58 337            |
| Enfin pris ?                                    | 2001                | 52 972            |
| Choron, dernière                                | 2006                | 19 776            |
| Fin de concession                               | 2009                | 15 780            |
| Les ânes ont soif                               | 2015                | ~10 000           |
| Opération Correa Épisode 2 : On revient de loin | 2016                | ~9 000            |
| Un berger et deux perchés à l'Élysée ?          | 2019                | ~15 000           |